# Calçadão de Copacabana
O piso de pedras portuguesas de Copacabana, também conhecido como calçadão de Copacabana ou mosaico de Burle Marx em Copacabana é um calçadão situado nos bairros de Copacabana e do Leme, na zona sul da cidade do Rio de Janeiro, Brasil. 

## História
A Avenida Atlântica foi inaugurada em 1906, e o calçadão que a acompanhava adotou o traçado famoso em ondas, conhecido como "mar largo", como uma forma de homenagear a herança cultural portuguesa na cidade. O calçamento português foi construído no Brasil primeiramente no Largo de São Sebastião em Manaus, em 1899 e inaugurado em 1900, simbolizam o Encontro das Águas dos rios Negro e Solimões, posteriormente teriam inspirado as calçadas de Copacabana, em 1906 na cidade do Rio de Janeiro — simbolizando as ondas do mar.
Na década de 1970, a avenida foi ampliada e o artista plástico e paisagista Roberto Burle Marx foi convidado para modernizar o traçado do calçadão. As ondas, até então perpendiculares à praia, passaram a ser paralelas a ela.
No ano de 1991, foi tombado como patrimônio cultural pelo Instituto Estadual do Patrimônio Cultural (INEPAC) sob o processo de número E-18/000.030/1991.

## Estrutura

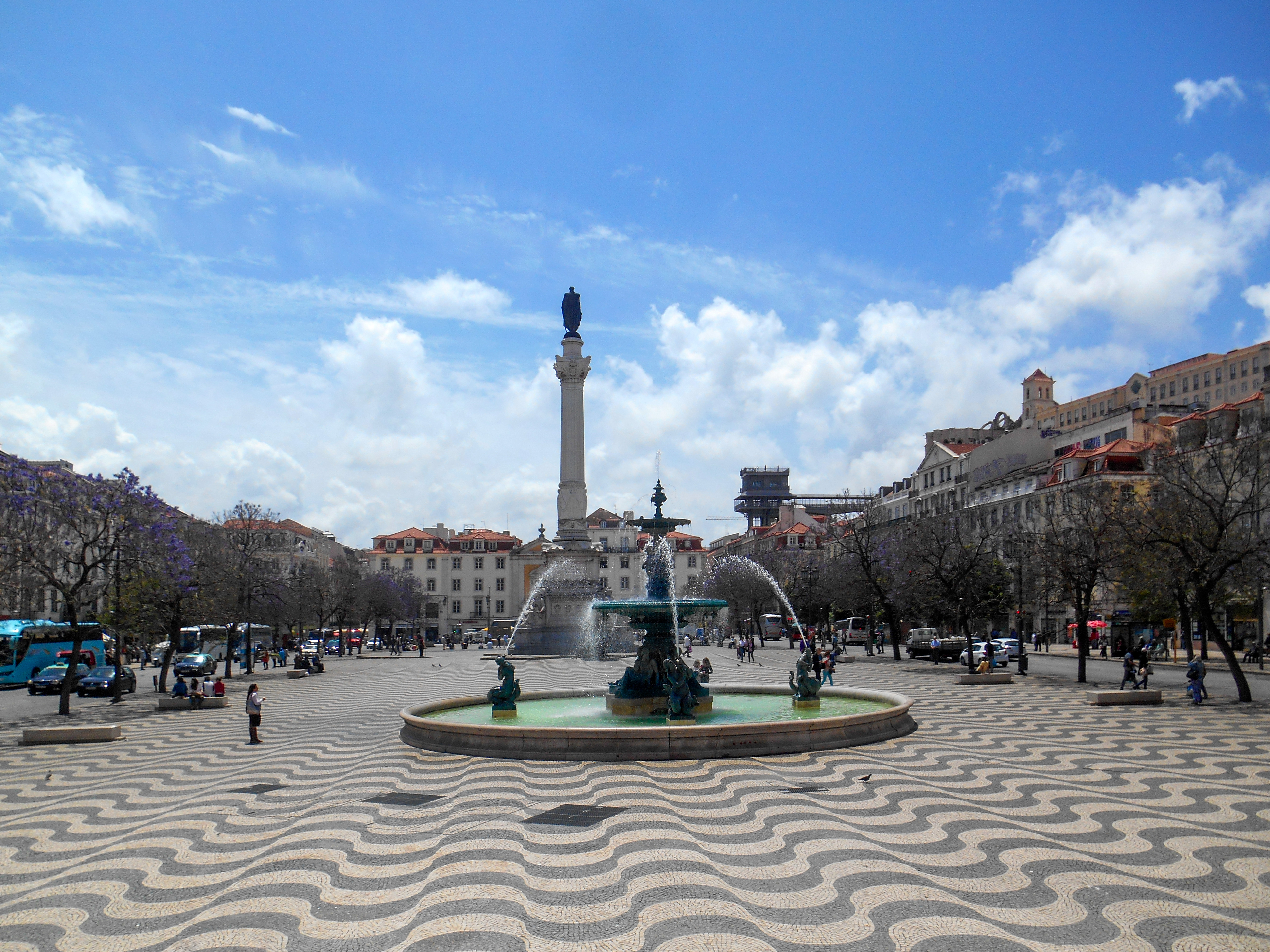
A calçada portuguesa em formato de ondas, da Praça D. Pedro IV, em Lisboa. Primeiro exemplo do estilo.

O desenho sequenciado das ondas foi criado pelo engenheiro Pinheiro Furtado, em Portugal, no início do século XIX para o largo do Rossio de Lisboa, atual Praça D. Pedro IV (D. Pedro I do Brasil), jacarandás (árvore brasileira), cercam a praça. Na origem, ele representa o encontro das águas doces do Tejo com o oceano, no Rio, foi adaptado para representar as ondas da praia de Copacabana.
O calçadão é composto de pedras portuguesas pretas, brancas e vermelhas, vindas de Portugal. Simbolizam as três etnias que formaram o povo brasileiro. O conjunto paisagístico inclui os coqueiros no entorno do calçadão.

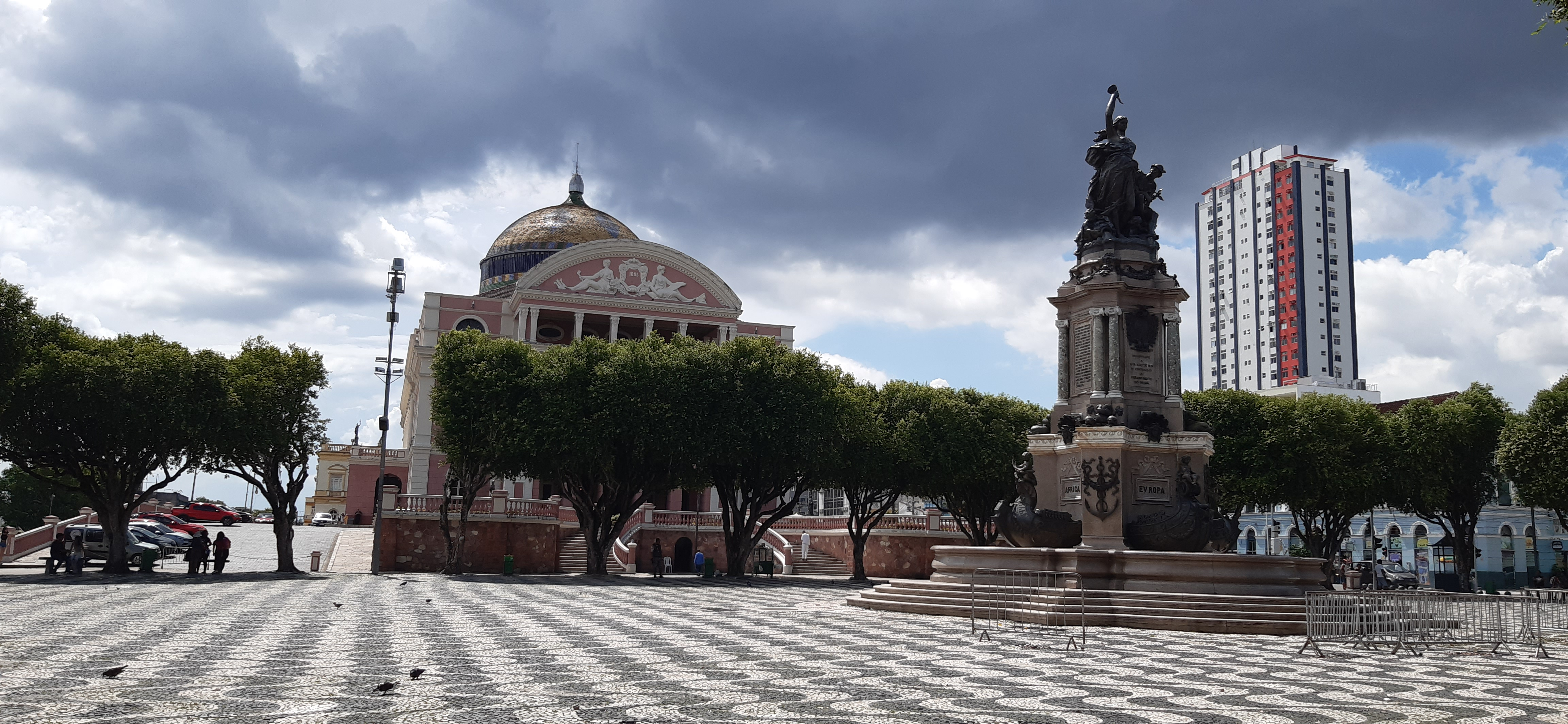
Largo São Sebastião, em Manaus, que teria servido de inspiração para o calçadão de Copacabana.